# Родники (Карталинский район)
Родники́ — посёлок в Карталинском районе Челябинской области России. Входит в состав Анненского сельского поселения.

## География
Посёлок находится на берегу реки Караталы-Аят, на расстоянии 14 км к северо-западу от города Карталы, административного центра района.

## Население
| 2002 | 2010 |
| ---- | ---- |
| 378  | ↗390 |

## Улицы
В посёлке имеются две улицы: Центральная и Школьная.

## Инфраструктура
В посёлке функционируют общеобразовательная школа, фельдшерско-акушерский пункт и клуб.

## Достопримечательности
На территории посёлка находилось древнее поселение. Объект культурного наследия регионального наследия (эпоха бронзы, XXI—XV вв. до н. э.).